# Slag bij Fuentes de Oñoro

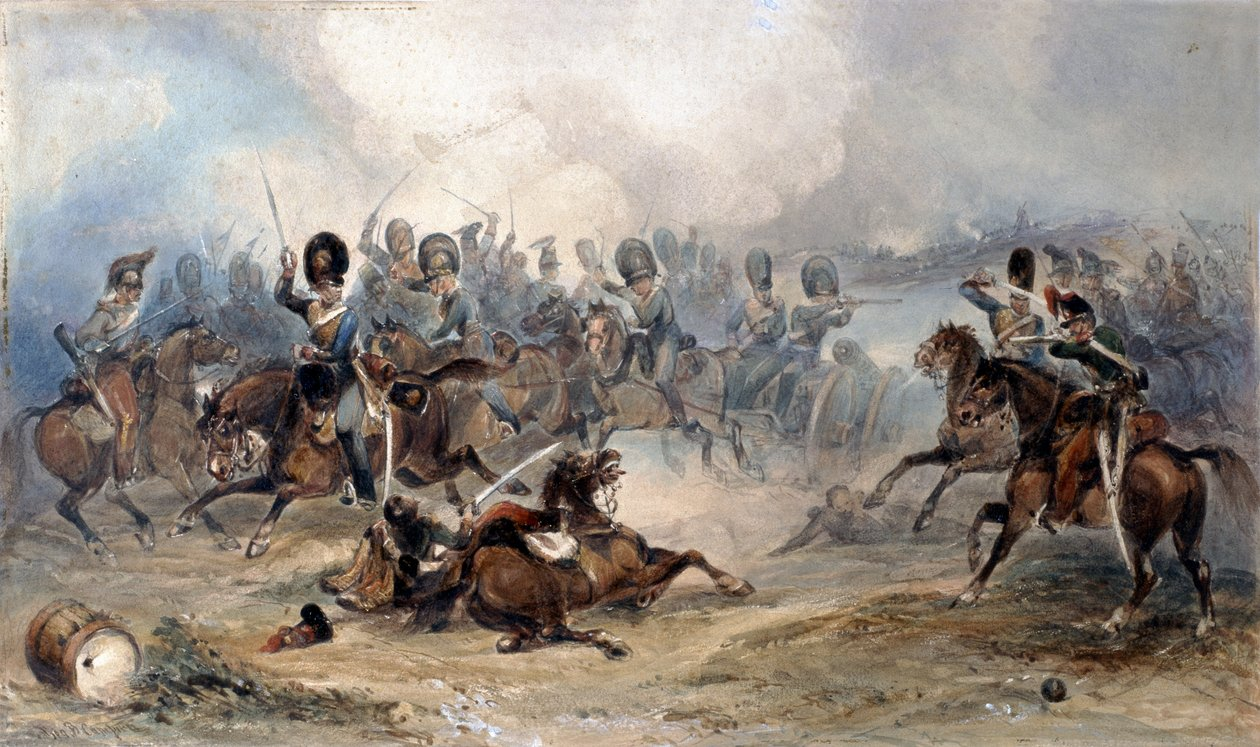
De slag bij Fuentes de Oñoro

De Slag bij Fuentes de Oñoro van 3 tot 6 mei 1811 was een veldslag tijdens de Spaanse Onafhankelijkheidsoorlog waarbij Britse en Portugese troepen onder bevel van Wellington een poging verijdelde van het Franse leger in Portugal onder bevel van maarschalk André Masséna om het beleg van Almeida te ontzetten.

## Achtergrond
Masséna was het Brits-Portugees leger gevolgd in de richting van Lissabon tot aan de Linies van Torres Vedras. Hij zag ervan af om de dubbele versterkingen te bestormen. In de winter leed zijn leger honger buiten Lissabon en Masséna trok daarom terug naar de Spaanse grens. Het Brits-Portugees leger volgde hem.
Nu hij Portugal in handen had, wou Wellington de versterkte grenssteden Almeida, Badajoz en Ciudad Rodrigo heroveren. Terwijl Wellington het beleg van Almeida sloeg, hergroepeerde Masséna zijn verslagen leger en rukte hij op om het garnizoen van de stad te ontzetten.
Wellington verkoos om het ontzettingsleger te bevechten bij het dorp Fuentes de Oñoro. Wellington bezette alle wegen naar Almeida en liet zo zijn weg terug onbeschermd. De Fransen beschikten maar over voorraad voor enkele dagen, terwijl hij meer voorraad voerde.
Het Brits/Portugees leger telde 34.000 infanterie, 1.850 cavalerie en 48 kanonnen. De Fransen telden 42.000 infanterie, 4.500 cavalerie en 38 kanonnen.

## De slag

### 3 mei
Op 3 mei zette Masséna een frontale aanval in op de Brits/Portugese posten voor het dorp, ondersteund door artillerievuur op de hoogte ten oosten van het dorp. Franse divisies van Claude François Ferey en Jean Gabriel Marchand vochten heel de dag tegen de 1e en 3e Britse divisies.
De Fransen dreven de Britten en Portugezen terug, maar een tegenaanval van de 71st (Highland) Regiment of Foot heroverde de verloren straten en gebouwen. Bij zonsondergang trokken de Fransen terug en de Britten hielden het dorp. De Fransen telden 650 gesneuvelden en de Britten 250.

### Verkenners
Op 4 mei werd weinig gevochten, beide zijden rustten van de vorige dag en maakten plannen. Franse verkenners van Louis Pierre de Montbrun meldden, dat Wellingtons rechterflank zwak verdedigd was door partizanen bij Poco Velho.

### Dragonders
Bij zonsopgang op 5 mei viel Masséna in de nevel de zwakke flank aan met dragonders van Montbrun en infanteriedivisies van Marchand, Mermet en Solignac. De Franse lichte cavalerie liep twee bataljons van de 7e divisie onder de voet en Wellington zond de Lichte Divisie en het King's German Legion ter versterking. De 7e divisie kon terugtrekken naar een sterkere positie. Als de Franse artillerie te dicht kwam, chargeerde de Britse cavalerie. Als de Franse cavalerie de Britse cavalerie terugdreef, vormde de infanterie carrés om de ruiters te stoppen.

### De garde
Montbrun vroeg versterking van de Keizerlijke Garde.
Masséna zond zijn aide-de-camp Charles Oudinot, de zoon van maarschalk Nicolas Charles Oudinot te paard naar de garde.
Oudinot galoppeerde terug zonder de garde: generaal Louis Lepic had het bevel geweigerd en wou alleen bevelen aannemen van Jean-Baptiste Bessières. Bessières was niet op het slagveld: hij inspecteerde dijken waar het leger enkele dagen voordien overgetrokken was.
Masséna stuurde infanteriedivisies van Ferey vooruit. Die versloegen twee compagnieën van de Queen's Own Cameron Highlanders en doodden de commandant luitenant-kolonel Philips Cameron, maar een tegenaanval dreef de mannen van Ferey weer uit het dorp.

### Grenadiers
Drouet zette een tweede aanval in met drie bataljons grenadiers van het 9e korps en veroverde bijna het hele dorp. Wellington zette een tegenaanval in met de 1e en 3e divisies en het Portugese 6e Caçadores en het 88th Regiment of Foot (Connaught Rangers).
De Fransen zaten door hun munitie heen en moesten met de bajonet vechten. Daarna trokken de Fransen terug.

### Artillerie
De Franse artillerie bestookte de Britse stellingen, maar Wellington beschikte over meer kanonnen. Tegen de avond was de Franse munitie op en de Britten lagen ingegraven in hun stellingen.
Masséna manoeuvreerde nog drie dagen voor de Britse stellingen, maar Bessières weigerde om munitie uit de citadel te brengen en Masséna trok zich terug naar Ciudad Rodrigo.

## Gevolgen
Wellington had het Frans leger teruggeslagen en zette zijn beleg van Almeida voort. De Fransen hadden 2.200 tot 3.500 man verloren en de Britten 1.500 tot 1.800.
Wellington zei later: “Als Bonaparte hier geweest was, dan zouden we verslagen zijn.”
De Russische geschiedkundige Oleg Sokolov vermeldde dat Wellington een strategische fout begaan had door de Fransen in het noorden van Portugal te achtervolgen.
Twee nachten na de terugtocht van Masséna slaagde Antoine François Brenier de Montmorand erin om met zijn garnizoen van 1.400 man in het donker uit Almeida te ontsnappen.
360 Fransen werden gevat, maar de rest ontkwam toen de Britse achtervolgers in een Franse hinderlaag liepen. Wellington was woedend op William Erskine.
Toen Masséna in Ciudad Rodrigo aankwam, riep Napoleon hem terug naar Parijs en verving hem door maarschalk Auguste de Marmont. Masséna zou nooit meer het bevel voeren.